# Hessentag 2005

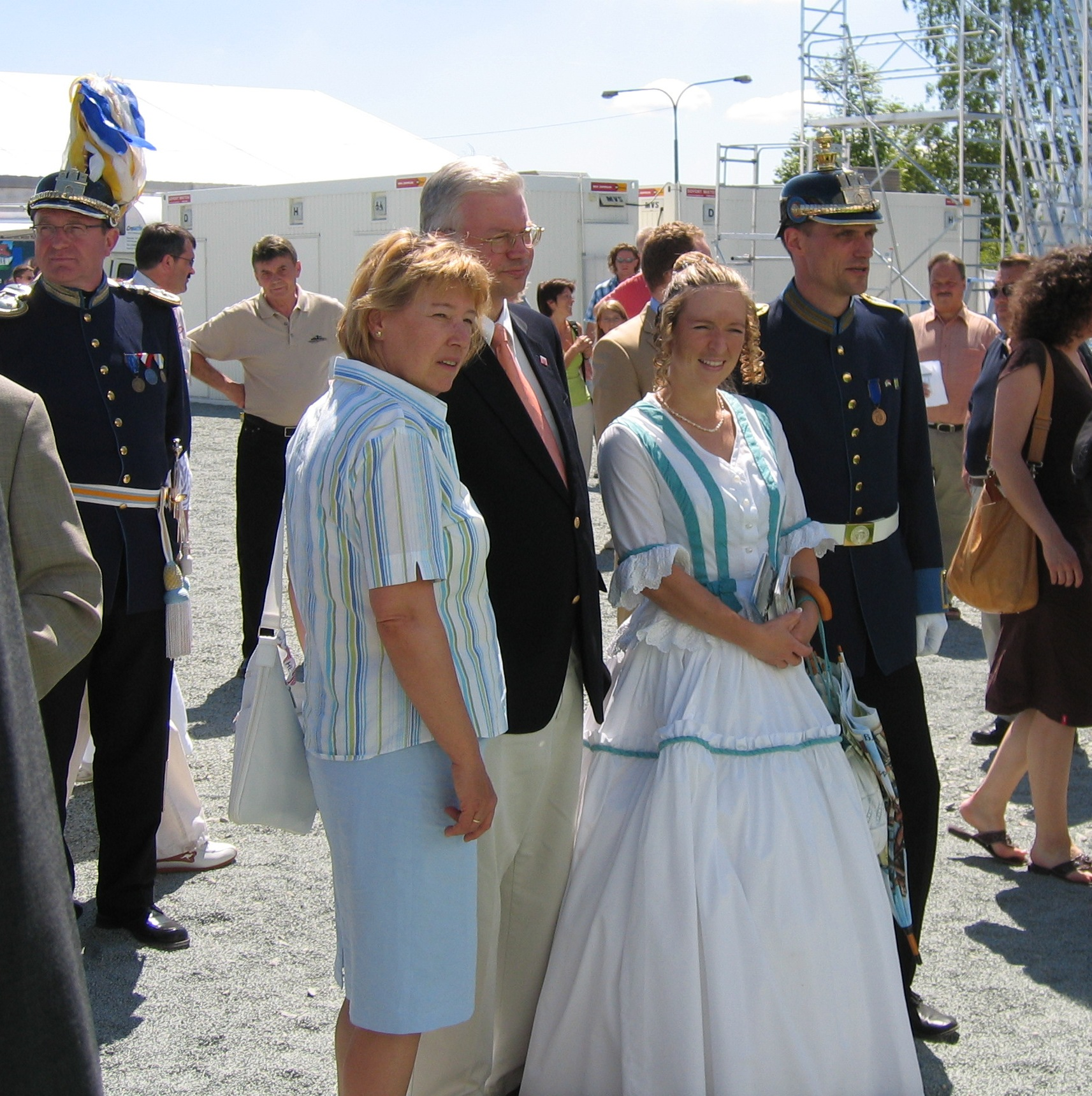
Hessentagspaar 2005

Der Hessentag 2005 war der 45. Hessentag. Das Fest fand vom 17. bis 26. Juni 2005 in der im Landkreis Limburg-Weilburg liegenden ehemaligen Residenzstadt Weilburg an der Lahn statt. Während der 10-tägigen Veranstaltung wurden rund 840.000 Besucher gezählt.
Eröffnet wurde das Fest, dessen Motto Nach Weilburg ist kein Weg zu weit, zum Hessentag voll Fröhlichkeit! lautete, von Ministerpräsident Roland Koch (CDU) und Bürgermeister Hans-Peter Schick. Das Hessentagspaar bildeten Kerstin Abel und Dirk Petersen.
Im Vorfeld des Hessentages wurde u. a. die seit Jahrzehnten geplante Teilortsumgehung der B456 sowie der zugehörige Mühlberg-Tunnel realisiert und die Weilburger Altstadt somit vom mehrere tausend Fahrzeuge täglich zählenden Durchgangsverkehr entlastet.
Zu den aufgetretenen Künstlern zählten u. a. Peter Maffay, die Toten Hosen (Friss oder stirb Tour), Duran Duran, die Jungen Tenöre, die Söhne Mannheims, Juli, Laith Al-Deen und Silbermond.
Besonderes Augenmerk wurde auf dem abschließenden Festzug einem extra aus China eingeflogenen, zehn Meter langen Papierdrachen zuteil.
Das Defizit dieser Großveranstaltung, das die Stadt Weilburg zu tragen hatte, belief sich auf rund 2,0 Millionen Euro.

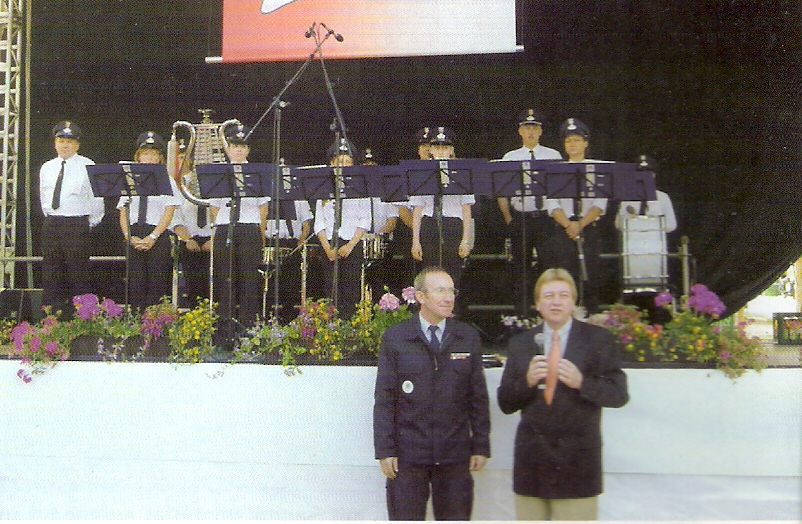
Platz der Feuerwehr: Innenminister Volker Bouffier (re.) mit KFV-Vorsitzenden Franz-Josef Sehr